# Silurichthys
Silurichthys – rodzaj ryb sumokształtnych z rodziny sumowatych (Siluridae).

## Zasięg występowania
Azja Południowo-Wschodnia; większość gatunków występuje na Borneo.

## Klasyfikacja
Gatunki zaliczane do tego rodzaju:
- Silurichthys citatus
- Silurichthys gibbiceps
- Silurichthys hasseltii
- Silurichthys indragiriensis
- Silurichthys ligneolus
- Silurichthys marmoratus
- Silurichthys phaiosoma
- Silurichthys sanguineus
- Silurichthys schneideri

Gatunkiem typowym jest Silurus phaiosoma (=Silurichthys phaiosoma).